# 朝比奈實玖瑠
朝比奈實玖瑠（日語：朝比奈 みくる）是《涼宮春日系列》的主要角色之一，實際年齡不詳，但在故事開始時為北高二年級學生，實際上是未來世界派來的調查員。

## 介紹
故事開始時的朝比奈實玖瑠為北高二年級學生，真實身分為來自未來世界某組織的調查員，身高1.52米，有一副可愛的娃娃臉及不相稱的巨乳，因此在學校有不少的男性支持者，被谷口喻為「北高的小天使」。朝比奈性格膽小、怕事，不時哭喪著臉的樣子，同時似乎也有些天然呆。左胸上有一顆星形的痣，是阿虛告訴她之後她才知道這回事的，但阿虛的此項資訊又是從朝比奈實玖瑠（大）口中得知的。
她原是書法部的學生，因為涼宮春日說「需要童顏巨乳萌吉祥物的角色」而被強迫加入SOS團。現在則是SOS團的女僕兼吉祥物，並因「籌募SOS團活動經費有功」（在收費的情人節巧克力抽籤大會上吸引了數以百計的參加者）而被涼宮春日任命為SOS團副副團長。
朝比奈常被春日強迫做各式各樣的角色扮演，並在社團教室電腦中留有許多精采的照片（被阿虛設為隱藏獨佔），不過最常見的似乎是女僕的裝扮；也正因為擔任SOS團女侍的角色，因此她在SOS團裡的指定工作是為團員泡茶；為了做得盡善盡美，更會親自購買優質茶葉來服務其他團員。在拍片時曾經因為春日的要求，穿上裙子很短的女服務生制服，並成為片中的女主角；同時還在春日的妄想下，還一度真的出現殺傷力強大的「實玖瑠光線」；後來在長門有希的修正下，「實玖瑠光線」的破壞力才消失。
由於在組織中的階層低，朝比奈沒有任何特別的能力跟權限，跟普通人沒兩樣。由於規定限制，只要談話內容涉及禁止談論的事項，她就會用「禁止事項」一詞代替。在《朝比奈實玖瑠的憂鬱》中，她因為自己的無能而感到苦惱。每當她自覺與阿虛有任何較親密舉動時都會緊張不已，為了讓春日與阿虛之間的既定事項能夠出現而要求阿虛與自己保持距離。對麻醉藥有一定抵抗力，因此在《涼宮春日的陰謀》中，被少女綁匪橘京子懷疑，以前她也經常被麻醉藥迷暈。
另外在《涼宮春日的陰謀》裡，來自八天後世界以執行任務的朝比奈實玖瑠（注意：不是大人版朝比奈實玖瑠），為了隱瞞自己的身份，因而假裝自己是朝比奈實玖瑠的雙胞胎姊妹，同時化名為朝比奈實千瑠（朝比奈みちる）並寄居鶴屋家。

## 大人版朝比奈實玖瑠
長大以後的朝比奈實玖瑠，看起來較為成熟穩重，在故事中數度出現，並以「朝比奈實玖瑠（大）」標明，以和處於相同時間平面並就讀北高的朝比奈實玖瑠區分。
朝比奈長大後，其權限和能力似乎增加了許多，經常說「這是既定事項」，同時亦希望阿虛不要對「自己」（就是就讀北高的高中生版朝比奈實玖瑠）太好。另外，阿虛在故事中似乎亦懷疑，朝比奈實玖瑠（大）就是高中生版朝比奈實玖瑠的上司。

## 现实影响
由于该角色性格柔弱天然呆，容易办不妥事，被认为是天然呆的代表角色。